# Jan Pruszyński (prawnik)

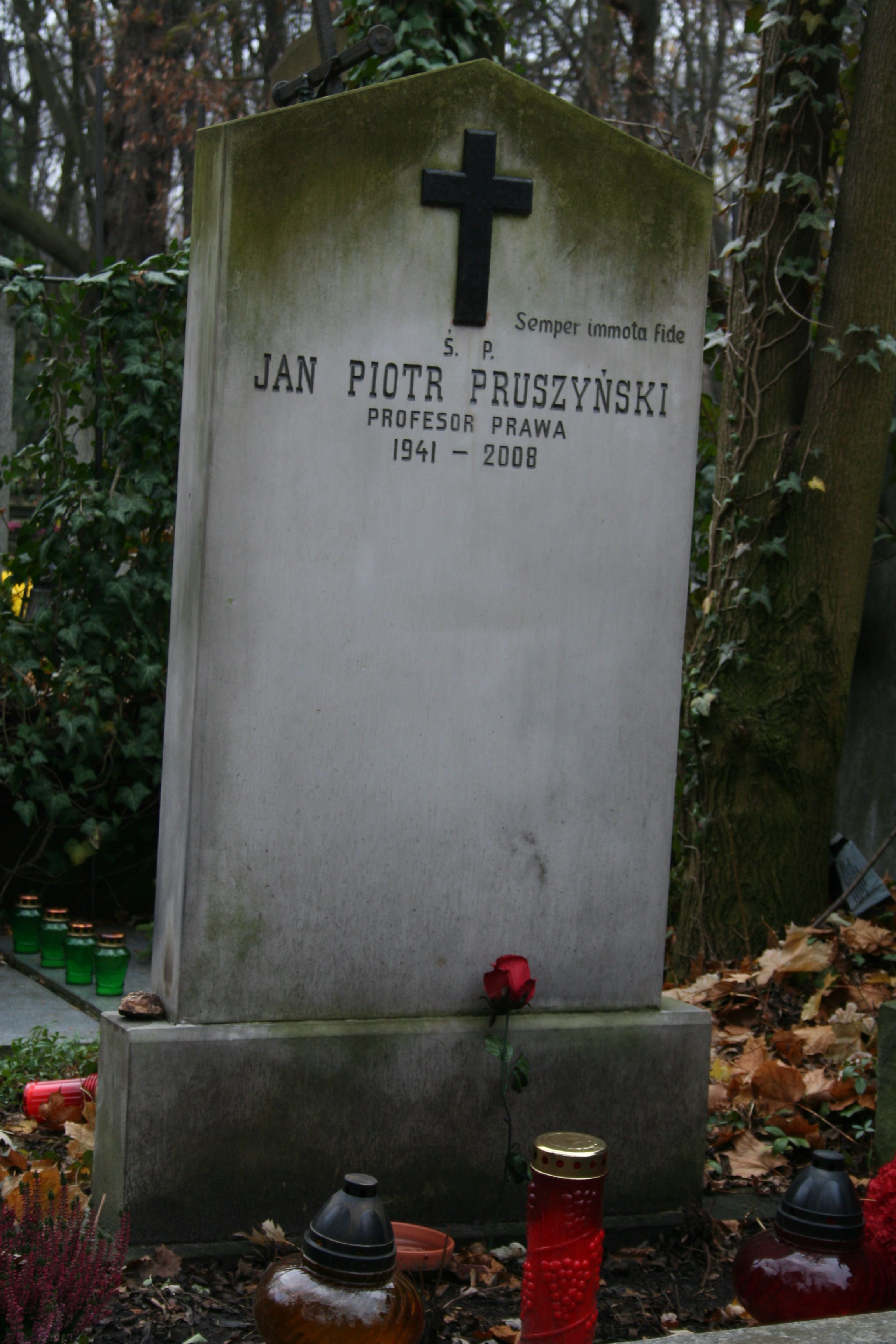
Grób Jana Pruszyńskiego na warszawskim cmentarzu Powązkowskim

Jan Piotr Maria Pruszyński (ur. 12 maja 1941 w Warszawie, zm. 11 kwietnia 2008 tamże) – polski prawnik, specjalista w dziedzinie ochrony zabytków i dziedzictwa kultury, profesor nauk prawnych, pracownik Instytutu Nauk Prawnych Polskiej Akademii Nauk, autor fundamentalnej monografii Dziedzictwo kultury Polski, jego straty i ochrona prawna (2001); bibliofil.

## Życiorys
Syn Piotra Pruszyńskiego i Wilhelminy z Załęskich. W 1959 po ukończeniu Szkoły Ogólnokształcącej nr 44 w Warszawie, rozpoczął studia w Instytucie Orientalistycznym Wydziału Filologicznego Uniwersytetu Warszawskiego. Rok później przyjęto go na Wydział Prawa Uniwersytetu Warszawskiego, który ukończył w 1965 ze specjalnością prawa międzynarodowego publicznego.
Ukończył także podyplomowe studia dokumentacji naukowej (PAN), studiował również filologię i historię kultury krajów basenu Morza Śródziemnego, nauki pomocnicze historii (Uniwersytet Warszawski) oraz prawo amerykańskie (American Seminar Salzburg).
Od 1967 pracował w Instytucie Nauk Prawnych PAN jako asystent naukowo-techniczny w redakcji „Przeglądu Ustawodawstwa i Czasopism Prawniczych”, a od 1972 jako adiunkt dokumentacji naukowej.
W 1975 na podstawie dysertacji Prawna ochrona zabytków architektury w Polsce, nagrodzonej przez Ministra Kultury i Sztuki, uzyskał stopień naukowy doktora nauk prawnych.
W latach 1975–1989 był członkiem Rady Naukowej Pracowni Konserwacji Zabytków, a w latach 1976-1985 był zatrudniony jako adiunkt w Zespole Prawa Administracyjnego INP PAN.
Na podstawie rozprawy habilitacyjnej pt. Stopnie naukowe. Studium z prawa administracyjnego i dorobku naukowego, w 1984 otrzymał stopień naukowy doktora habilitowanego prawa administracyjnego.
W latach 1983–1989 wielokrotnie brał udział w zagranicznych konferencjach naukowych, a także prowadził badania na wielu renomowanych uczelniach, np. w 1986 na zaproszenie British Academy prowadził badania w Institute of Advanced Legal Studies oraz na uniwersytetach w Oxfordzie, Edynburgu, Birmingham. Zapraszano go również jako profesora wizytującego.
W latach 1983–1986 prowadził wykłady na Wydziale Historii Uniwersytetu Warszawskiego oraz na podyplomowym studium Wydziału Architektury Politechniki Warszawskiej.
W 1991 otrzymał tytuł naukowy profesora nauk prawnych i został powołany na stanowisko profesora nadzwyczajnego w Instytucie Nauk Prawnych PAN, w którym kierował Zespołem Prawa Administracyjnego. Prowadził również wykłady m.in. na Wydziale Konserwatorskim Akademii Sztuk Pięknych w Warszawie.
W 1996 został mianowany na stanowisko profesora zwyczajnego.
W latach 1998–2003 prowadził zajęcia dydaktyczne w Wyższej Szkole Handlu i Prawa, a w latach 2001–2007 wykładał w Wyższej Szkole Informatyki, Zarządzania i Administracji w Warszawie.
Jego uczniami byli m.in.: prof. nadzw. AHE dr hab. Dariusz Matelski (UAM Poznań), ks. dr Paweł Bijak (Warszawa), Wojciech Paczuski (Warszawa) i dr. hab. Kamil Zeidler (Uniw. Gdański).
Od 1972 roku był żonaty z Agnieszką Pruszyńską (z domu Jarzembską), z którą miał syna Michała Jerzego (ur. 1973), prawnika.
Został pochowany 17 kwietnia 2008 na cmentarzu Powązkowskim w Warszawie (kw. 230-III-9).

## Księga Pamiątkowa
Dariusz Matelski, Anatomia grabieży. Polityka Rosji wobec polskiego dziedzictwa kultury od XVII do XXI wieku. Książka dedykowana prof. zw. dr. hab. Janowi Pruszyńskiemu (1941-2008). Wydawnictwo AVALON, Kraków 2021, ss. 928, il., mapy ISBN 978-83-7730-451-8 (tam na s. 633-647 Bibliografia prac prof. Jana Pruszyńskiego za lata 1967-2007, 2015, nr 1-390). https://www.academia.edu/48789994/30_04_2021_Dariusz_Matelski_Anatomia_grabie%C5%BCy_Polityka_Rosji_wobec_polskiego_dziedzictwa_kultury_od_XVII_do_XXI_wieku

## Funkcje w organizacjach publicznych
Był pracownikiem Zespołu Prawa Publicznego i Badań Europejskich, gdzie zajmował się zagadnieniami reformy nauki i szkolnictwa wyższego, etyki uczonego oraz prawnych granic wolności nauki. Opiniował także wiele rozwiązań prawnych w tym zakresie jak również przygotował projekt nowej ustawy o PAN. Jednocześnie współpracował z Biurem Pełnomocnika Rządu do Spraw Polskiego Dziedzictwa Kulturalnego za Granicą, dla którego przygotowywał ekspertyzy i opinie prawne oraz projekty ustawowych rozwiązań problemów ochrony zabytków.
W 1994 powołano go do Rady Ochrony Zabytków przy Ministrze Kultury i Sztuki oraz Międzyrządowej Komisji Polsko-Ukraińskiej ds. ochrony i zwrotu dóbr kultury utraconych i bezprawnie przemieszczonych podczas II wojny światowej.
W 1994 był generalnym sprawozdawcą na VIII konferencji UNESCO poświęconej sprawom zwrotu dzieł sztuki. Był również ekspertem w polskiej delegacji rządowej na konferencji dyplomatycznej poświęconej przyjęciu konwencji UNIDROIT z 24 czerwca 1995 o międzynarodowym zwrocie dóbr kultury i w negocjacjach międzyrządowych dotyczących Biblioteki Pruskiej (1995). W 1996 reprezentował Polskę na IV Międzynarodowym Kongresie Kultury Europejskiej w Hiszpanii (Pamplona-Navarra).

## Odznaczenia i nagrody
- Srebrny Krzyż Zasługi, 1986
- Złoty Krzyż Zasługi, 1996
- Srebrny Medal „Zasłużony Kulturze Gloria Artis”, 2006 (odebrany 14 grudnia 2007 z rąk ministra kultury i dziedzictwa narodowego Bogdana Zdrojewskiego)[2].

## Publikacje
Autor 380 publikacji naukowych i popularnonaukowych, w tym książek:
- Kazimiera Michałowska, Bożenna Matusiak, Jan Pruszyński, Przepisy o przedsiębiorstwach państwowych w NRD, WRL i ZSRR (Warszawa 1968)
- Kazimiera Michałowska, Bożenna Matusiak, Jan Pruszyński, Przepisy o ustroju prokuratury w socjalistycznych krajach Europy (Warszawa 1968)
- Kazimiera Michałowska, Bożenna Matusiak, Jan Pruszyński, Ustawy o radach narodowych, postępowaniu administracyjnym i komisjach kontroli społecznej CSSR (tłumaczenie z j. czeskiego Ewa Turczyńska). Rozporządzenia o przedsiębiorstwach państwowych w NRD, WRL i ZSRR (tłumaczenie z j. rosyjskiego Kazimiera Michałowska, z j. węgierskiego K. Turzańska, z j. niemieckiego Janusz Podolski) (Warszawa 1968)
- Kazimiera Michałowska, Jan Pruszyński, Kodeks postępowania karnego Niemieckiej Republiki Demokratycznej. Tłumaczenie z j. niemieckiego Adolf Kasprzak (Warszawa 1969)
- Książka piękna (druk bibliofilski) VIII Światowa Konferencja Bibliofilów, Ukazało się nakładem Oficyny Wydawniczej Przypkowskich (Jędrzejów 1973)
- Gramofon. Informator. II Pokaz Kolekcji Prywatnych Muzeum Techniki NOT (Warszawa 1974)
- Płyty stare i najstarsze czyli nieco historii – Folder Festiwalu w Sopocie (tekst dwujęzyczny) (Warszawa-Sopot 1975)
- Prawna ochrona zabytków architektury w Polsce. Wyd. Prawnicze (Warszawa 1977)
- Janusz Łętowski, Jan Pruszyński, Funkcjonowanie administracji w świetle orzecznictwa, t. V (Warszawa 1977)
- Zaklęty dźwięk: w stulecie fonografii: katalog wystawy (Warszawa, od grudnia 1977 do sierpnia 1978). Opracował Jan Piotr Pruszyński (Warszawa 1977)
- Janusz Łętowski, Jan Pruszyński, Odpowiedzialność pracownika administracji, Wyd. Ossolineum (Wrocław 1978)
- Prawna ochrona zabytków techniki. Skrypt Ośrodka Postępu Technicznego NOT, serii „Ochrona zabytków techniki” (Warszawa 1979)
- Stopnie naukowe. Studium z prawa administracyjnego, Wyd. Ossolineum (Wrocław 1983)
- Janusz Łętowski, Jan Pruszyński, Administracja Republiki Federalnej Niemiec, Wyd. Ossolineum (Wrocław 1983)
- Janusz Łętowski, Jan Pruszyński, Prawo – Administracja – Gospodarka. Księga ku czci Profesora Ludwika Bara, Wyd. Ossolineum (Wrocław 1983)
- Stary gramofon, stara płyta, Wyd. KAW (Warszawa 1985)
- Postępowanie administracyjne krajów zachodnich (Austria, Hiszpania, RFN, Stany Zjednoczone, Szwecja). Teksty i komentarze. Wyd. Ossolineum (Wrocław-Warszawa 1986)
- Varsaviana rara et curiosa kolekcjonerów warszawskich. Wyd. Towarzystwo Przyjaciół Warszawy i Muzeum Historyczne m. st. Warszawy (Warszawa 1986)
- Janusz Łętowski, Jan Pruszyński, Das polnische Verwaltungsverfahrensgesetzbuch. Tekst und Kommentar. Wyd. Ossolineum (Wrocław 1987)
- Piosenka o mojej Warszawie. Fonografica z kolekcji Jana Pruszyńskiego. Katalog Muzeum m. st. Warszawy (Warszawa 1988)
- Ustawa Czeskiej Rady Narodowej z dnia 30 marca 1987 roku „O opiece nad zabytkami”. Przekład z j. czeskiego i wprowadzenie Jan Pruszyński. Wydawnictwa Przedsiębiorstwa Państwowego Pracownie Konserwacji Zabytków (Warszawa 1988)
- Ochrona zabytków w Polsce. Geneza – organizacja – prawo. Wyd. PWN (Warszawa 1989)
- Ochrona zabytków na Kubie. Przepisy prawne, (tłumaczenie tekstu, komentarz). Wyd. Przedsiębiorstwo Konserwacji Zabytków (Warszawa 1990)
- Piosenka o mojej Warszawie. Fonografica z kolekcji Jana Pruszyńskiego. Katalog wystawy w Muzeum Historycznym m. st. Warszawy (Warszawa 1991)
- Ochrona prawna zabytków w Republice Federalnej Niemiec. Teksty i komentarze, Wyd. Przedsiębiorstwo Konserwacji Zabytków (Warszawa 1992)
- Maria Kruk, Jan Pruszyński, Jaka konstytucja? Analiza projektów Konstytucji RP, Wyd. Sejmowe (Warszawa 1994)
- Krzysztof Budziło, Jan Pruszyński, Dla dobra Rzeczypospolitej. Antologia myśli państwowej. Wyd. Sejmowe (Warszawa 1996)
- Wnioski rewindykacyjne zbiorów Ossolineum oraz dzieł sztuki i zabytków ze zbiorów lwowskich Wyd. Biura Pełnomocnika Rządu Rzeczypospolitej Polskiej do Spraw Polskiego Dziedzictwa Kulturalnego za Granicą (Warszawa 1998)
- Dziedzictwo kultury Polski, jego straty i ochrona prawna. Wyd. Zakamycze, t. I-II (Kraków 2001)
- Grusicanta seu żurawiejki (pseud. Joannes Ursinus de Villanova [właśc. Jan Piotr Pruszyński]). Tekst w języku polskim i łacińskim. Wyd. bibliofilskie dla uczczenia Wilanowskiej Parady Kawalerii (Warszawa-Wilanów 2005)

Bibliografia prac
- Bibliografia prac prof. zw. dr. hab. Jana P.M. Pruszyńskiego za lata 1967-2008 (nr 1-380). Zestawił: Dariusz Matelski, „Muzealnictwo”, t. 49 (2008), Warszawa 2009, s. 403-412.
- Bibliografia prac prof. Jana Pruszyńskiego za lata 1967-2007, 2015 (nr 1-390), [w:] Dariusz Matelski, Anatomia grabieży. Polityka Rosji wobec polskiego dziedzictwa kultury od XVII do XXI wieku. Książka dedykowana prof. zw. dr. hab. Janowi Pruszyńskiemu (1941-2008). Wydawnictwo AVALON, Kraków 2021, s. 633-647. https://www.academia.edu/48790410/D_Matelski_Bibliografia_prac_prof_Jana_Pruszy%C5%84skiego_za_lata_1967_2007_2015_nr_1_390_